# Власенко, Николай Владимирович
Николай Владимирович Власенко (род. 7 мая 1963, Янтарный, Калининградская область) — российский бизнесмен и политик, сооснователь сети продовольственных магазинов «Виктория», представитель от исполнительного органа государственной власти Совета Федерации Федерального собрания РФ от Калининградской области (2011—2016), по завершении политической карьеры — основатель инвестиционного хедж-фонда «Lighthouse Capital» (Люксембург).

## Бизнес

### Виктория
В 1993 году, совместно с предпринимателями Александром Зарибко и Владимиром Кацманом, в Калининграде основал компанию «Виктория». Первое время компания и её склады находились на территории бывшей кёнигсбергской оборонительной казармы 40-х годов XIX века «Кронпринц» на современной улице Литовский вал.
На пике роста, в 2011 году, бизнес был продан продовольственной розничной сети «Дикси». Николай Власенко являлся не только сооснователем сети, но и её президентом (1993—2005), председателем совета директоров ОАО «Виктория» (2007—2009), а после, вплоть до объединения с «Дикси», членом совета директоров группы компаний (2009—2011).
В период расцвета бизнеса Николай продолжал непрерывно совершенствовать свои управленческие навыки, изучая теоретические и практические основы эффективного руководства. В 1997—1998 окончил Российско-шведскую программу «Развивай свою фирму» в рамках шведского института IFL и Калининградского института международного бизнеса (1997—1998), получил диплом MBA IMISP (International Management Institute St. Petersburg, 2000—2002), окончил профильный экономический факультет в Академии Народного Хозяйства по специальности «Национальная экономика» (2007—2010).

### Lighthouse Capital
Завершив политическую карьеру в 2016 году, Власенко основал инвестиционный хедж-фонд «Lighthouse Capital» (Люксембург), где по сей день занимает позицию управляющего партнёра. Фонд Lighthouse Capital Multi-Strategy одержал победу на премии HFM European Performance Awards 2023 в категории Multi-Strategy, а фонд Lighthouse Capital Event-Driven год спустя был признан победителем премии HFM European Performance Awards 2024 в категории Event-Driven under $500m[значимость факта?].

## Политическая карьера
В 2005 году Николай Власенко был назначен Министром промышленности Калининградской области. В марте 2011 года избран депутатом Калининградской Областной думы пятого созыва. В июне 2011 года делегирован сенатором в Совет Федерации Федерального Собрания РФ. В октябре 2016 завершил карьеру в политике.

## Сообщества
Николай Власенко являлся Президентом Балтийского Делового клуба (1998—2000) и по настоящее время имеет статус почётного члена клуба, занимал позицию Вице-Президента Союза промышленников и предпринимателей Калининградской области (2001—2004), входил в «АКОРТ» (Ассоциацию компаний розничной торговли) в качестве представителя торговой сети «Виктория», являлся членом генерального Совета «Деловая Россия» (2008—2011) и Общественного Совета при Министерстве культуры Калининградской области (2014—2016).